# Telegram Sam
Telegram Sam är en rocklåt utgiven av glamrockgruppen T. Rex. Låten komponerades av Marc Bolan och producerades av Tony Visconti. Låten blev gruppens tredje Englandsetta efter "Hot Love" och "Get It On". Låten var den första att ges ut på Marc Bolans eget skivbolag T.Rex Wax Co. vilket distribuerades av EMI.
Telegram Sam medtogs på studioalbumet The Slider där den inledde skivsida 2.

## Listplaceringar
| Lista (1972)   | Position                              |
| -------------- | ------------------------------------- |
| Australien     | 20 (Go Set)                           |
| Finland        | 19                                    |
| Frankrike      | 27                                    |
| Irland         | 1                                     |
| Kanada         | 66 (RPM)                              |
| Nederländerna  | 26 (VG-lista)                         |
| Norge          | 6 (VG-lista)                          |
| Nya Zeeland    | 19 (NZ Listner)                       |
| Schweiz        | 4                                     |
| Spanien        | 5                                     |
| Storbritannien | 1                                     |
| Sverige        | - (Testad på Tio i topp, ej inröstad) |
| USA            | 67 (Billboard Hot 100)                |
| Västtyskland   | 4                                     |